# Смирнов, Эдуард Павлович
Эдуард Павлович Смирнов (рум. Eduard Smirnov, род. 17 сентября 1939, Андижан, Узбекская ССР, СССР) — молдавский политик. Депутат парламента Республики Молдова с 9 декабря 2014 года. Исполняющий обязанности председателя парламента Республики Молдова с 30 ноября 2014 по 23 января 2015 года и с 24 февраля 2019 по 8 июня 2019 года.

## Биография
- 1956–1961 годы — студент текстильного института города Кострома, РСФСР;
- 1961–1963 годы — главный механик суконной фабрики города Стрый Львовской области, УССР;
- 1963–1969 годы — первый секретарь Городского комитета комсомола в городе Стрый Львовской области, УССР;
- 1969–1973 годы — директор профессионального технического училища в городе Стрый Львовской области, УССР;
- 1973–1977 годы — директор профессионального технического училища в городе Кишинёве, МССР;
- 1977–1991 годы — работа в партийных и советских органах Кишинёва, МССР;
- 1991–1995 годы — директор Общества с Ограниченной Ответственностью «Business partener» в городе Кишинёве, Республика Молдова;
- 1995–1999 годы — вице-примар муниципия Кишинёв;
- 1999–2007 годы — муниципальный советник Кишинёва;
- 1999–2010 годы — заместитель директора Общества с Ограниченной Ответственностью «Business partener» в городе Кишинёве;
- 2013–2014 годы — советник председателя Партии социалистов Республики Молдова (ПСРМ);
- 2014–2015 годы — исполняющий обязанностями председателя парламента Республики Молдова;
- С 2014 года — депутат Парламента Республики Молдова;
- 2019 год — исполняющий обязанностями председателя парламента Республики Молдова

## Председатель Парламента Республики Молдова
В избранном 30 ноября 2014 года парламенте Республики Молдова исполнял функцию председателя законодательного органа на правах самого старшего депутата. До 23 января 2015 года когда передал свои полномочия Андриан Канду.
В избранном 24 февраля 2019 года парламенте Республики Молдова исполнял функцию председателя на правах самого старшего депутата до окончания формирования парламентской коалиции 8 июня 2019 года и избрания новым председателем Парламента Республики Молдова Зинаиды Гречаный.

## Примечание
- список депутатов Партии социалистов Республики Молдова 2014 - на молдавском языке.
- Эдуард Смирнов выступает в парламенте Молдовы - на молдавском языке.
- Declaraţia lui Eduard Smirnov, ex-preşedintele Partidului Socialiştilor, membru al Comitetului Executiv al PSRM - на молдавском языке.
- Dodon în locul lui Smirnov (недоступная ссылка) - на молдавском языке.